# Be the one
〈Be the one〉은 대한민국의 가수 보아가 일본에서 발매한 12번째 싱글이다. 2004년 1월 15일 발매된 세 번째 정규 앨범 《LOVE & HONESTY》의 6번째 곡으로 수록되었던 곡을 싱글로 발매한 리컷 싱글이다. 리컷 싱글 발매로는 〈Don't start now〉 이후 1년 9개월 만의 일이다.
〈Be the one〉은 보아의 다른 곡들과 비슷한 댄스곡으로, 후렴 부분에 쉴 새 없이 몰아치는 멜로디가 인상적인 격렬한 곡이다. PS2 게임 《전국무쌍》의 이미지 송으로 선정되어 《전국무쌍》의 엔딩 장면에는 〈Be the one〉이 배경 음악으로 삽입되어 있다. 〈Be the one〉의 발매일 역시 《전국무쌍》의 발매일인 2004년 2월 11일에 맞춰 발매되었다.
정규 싱글이지만 보아의 첫 베스트 앨범 《BEST OF SOUL》에는 수록되지 못했다.

## 트랙리스트
CD
1. Be the one
2. Be the one(K-Muto Groovediggerz Remix)
3. Be the one(Instrumental)